# Ryan Donato
Ryan Donato, född 9 april 1996, är en amerikansk professionell ishockeyforward som spelar för Chicago Blackhawks i National Hockey League (NHL).
Han har tidigare spelat för Boston Bruins, Minnesota Wild, San Jose Sharks och Seattle Kraken i NHL; Providence Bruins och Iowa Wild i American Hockey League (AHL), Harvard Crimson i National Collegiate Athletic Association (NCAA) samt Omaha Lancers i United States Hockey League (USHL).

## Spelarkarriär

### NHL

#### Boston Bruins
Donato draftades i andra rundan i 2014 års draft av Boston Bruins som 56:e spelare totalt.

#### Minnesota Wild
Den 21 februari 2019 tradades han tillsammans med ett villkorligt draftval i femte rundan 2019 till Minnesota Wild, i utbyte mot Charlie Coyle.

## Statistik
| 2011–2012   | Dexter School            |             | 26  | 14  | 22  | 36  | —   | —  | — | — | — | —  |
|             | Cape Cod Whalers         |             | 12  | 6   | 2   | 8   | 4   | —  | — | — | — | —  |
| 2012–2013   | Dexter School            |             | 28  | 29  | 31  | 60  | —   | —  | — | — | — | —  |
|             | Cape Cod Whalers         |             | 12  | 18  | 14  | 32  | 6   | —  | — | — | — | —  |
| 2013–2014   | Dexter Southfield School |             | 30  | 37  | 41  | 78  | —   | —  | — | — | — | —  |
|             | Cape Cod Whalers         |             | 9   | 8   | 9   | 17  | 33  | —  | — | — | — | —  |
|             | U.S. National U18 Team   |             | 4   | 1   | 0   | 1   | 0   | —  | — | — | — | —  |
| 2014–2015   | Dexter Southfield School |             | 31  | 18  | 35  | 53  | —   | —  | — | — | — | —  |
|             | South Shore Kings        | USPHL       | 13  | 5   | 5   | 10  | 4   | —  | — | — | — | —  |
|             | U.S. National U18 Team   |             | 4   | 0   | 0   | 0   | 2   | —  | — | — | — | —  |
|             | Omaha Lancers            | USHL        | 8   | 5   | 5   | 10  | 4   | 3  | 1 | 0 | 1 | 15 |
| 2015–2016   | Harvard Crimson          | NCAA        | 32  | 13  | 8   | 21  | 26  | —  | — | — | — | —  |
| 2016–2017   | Harvard Crimson          | NCAA        | 36  | 21  | 19  | 40  | 25  | —  | — | — | — | —  |
| 2017–2018   | Boston Bruins            | NHL         | 12  | 5   | 4   | 9   | 2   | 3  | 0 | 0 | 0 | 0  |
|             | Harvard Crimson          | NCAA        | 29  | 26  | 17  | 43  | 10  | —  | — | — | — | —  |
| 2018–2019   | Boston Bruins            | NHL         | 34  | 6   | 3   | 9   | 2   | —  | — | — | — | —  |
|             | Providence Bruins        | AHL         | 18  | 7   | 5   | 12  | 7   | —  | — | — | — | —  |
|             | Minnesota Wild           | NHL         | 22  | 4   | 12  | 16  | 4   | —  | — | — | — | —  |
|             | Iowa Wild                | AHL         | 3   | 2   | 3   | 5   | 4   | 11 | 2 | 4 | 6 | 4  |
| 2019–2020   | Minnesota Wild           | NHL         | 62  | 14  | 9   | 23  | 12  | 2  | 0 | 0 | 0 | 2  |
| 2020–2021   | San Jose Sharks          | NHL         | 50  | 6   | 14  | 20  | 10  | —  | — | — | — | —  |
| 2021–2022   | Seattle Kraken           | NHL         | 74  | 16  | 15  | 31  | 40  | —  | — | — | — | —  |
| 2022–2023   | Seattle Kraken           | NHL         | 71  | 14  | 13  | 27  | 46  | 14 | 0 | 2 | 2 | 12 |
| 2023–2024   | Chicago Blackhawks       | NHL         | 78  | 12  | 18  | 30  | 26  | —  | — | — | — | —  |
| 2024–2025   | Chicago Blackhawks       | NHL         | 80  | 31  | 31  | 62  | 41  | —  | — | — | — | —  |
| NHL totalt  | NHL totalt               | NHL totalt  | 483 | 108 | 119 | 227 | 183 | 19 | 0 | 2 | 2 | 14 |
| AHL totalt  | AHL totalt               | AHL totalt  | 21  | 9   | 8   | 17  | 11  | 11 | 2 | 4 | 6 | 4  |
| NCAA totalt | NCAA totalt              | NCAA totalt | 97  | 60  | 44  | 104 | 61  | —  | — | — | — | —  |

### Internationellt
| Källa: Uppdaterad: 2025-01-24 | Källa: Uppdaterad: 2025-01-24 | Källa: Uppdaterad: 2025-01-24 |         | Utv = Utvisningsminuter | Utv = Utvisningsminuter | Utv = Utvisningsminuter | Utv = Utvisningsminuter | Utv = Utvisningsminuter |
| År                            | Lag                           | Mästerskap                    | Matcher | Mål                     | Assists                 | Poäng                   | Utv                     |                         |
| ----------------------------- | ----------------------------- | ----------------------------- | ------- | ----------------------- | ----------------------- | ----------------------- | ----------------------- | ----------------------- |
| 2016                          | USA                           | JVM                           | 7       | 3                       | 1                       | 4                       | 2                       |                         |
| 2018                          | USA                           | OS                            | 5       | 5                       | 1                       | 6                       | 2                       |                         |
| 2021                          | USA                           | VM                            | 10      | 1                       | 3                       | 4                       | 6                       |                         |
| Junior totalt                 | Junior totalt                 | Junior totalt                 | 7       | 3                       | 1                       | 4                       | 2                       |                         |
| Senior totalt                 | Senior totalt                 | Senior totalt                 | 15      | 6                       | 4                       | 10                      | 8                       |                         |

## Privatliv
Han är son till Ted Donato och kusin till John Farinacci.